# Götzles
Götzles ist eine Ortschaft und eine Katastralgemeinde der Stadtgemeinde Waidhofen an der Thaya im Bezirk Waidhofen an der Thaya im niederösterreichischen Waldviertel mit 53 Einwohnern (Stand 1. Jänner 2024).

## Geografie
Das südöstlich von Waidhofen liegende Dorf befindet sich in einer leicht nach Westen exponierten Lage und wird vom Lensbach entwässert. durch den Ort führt die Landesstraße L8116, von der hier die L8123 abzweigt. Am 1. April 2020 umfasste die Ortschaft 23 Adressen.

## Geschichte
Die gering bestifteten Landbauern bauten auf ihren Böden Korn an und betrieben Viehwirtschaft, beschrieb Schweickhardt im 19. Jahrhundert die Ortsbewohner. Im Jahr 1822 wurde der Ort als Dorf mit 17 Häusern genannt, das nach Waidhofen eingepfarrt war, wohin auch die Kinder eingeschult wurden. Die Herrschaft Waidhofen an der Thaya besaß die Ortsobrigkeit, übte die Landgerichtsbarkeit aus und besorgte die Konskription. Die Untertanen und Grundholde des Ortes gehörten den Herrschaften Waidhofen und Dietmanns. Laut Adressbuch von Österreich waren im Jahr 1938 in Götzles ein Gastwirt und mehrere Landwirte mit Direktvertrieb ansässig. Bis zur Eingemeindung nach Waidhofen war der Ort ein Teil der damaligen Gemeinde Ulrichschlag.